# Okstindan
L'Okstindan és una serralada que es troba al districte de Helgeland, al comtat de Nordland, Noruega. Es troba dins del municipi de Hemnes. La muntanya d'Oksskolten és part de la serralada, i és la muntanya més alta del nord de Noruega. Altres muntanyes de la serralada són l'Okstinden, l'Okshornet, la Vesttinden i la Bessedørtinden. Entre aquestes muntanyes es troba el gran glacera d'Okstindbreen. La frontera sueca es troba just a l'est de les muntanyes.
El punt de partida més comú per a visitar a les muntanyes Okstindan és des de la vall Leirskardalen o des del llac Kjennsvannet a Hemnes.